# ويليام بورغس
ويليام بورغس (31 يناير 1888 - 20 يونيو 1970) (بالإنجليزية: William Burgess)‏ هو لاعب كريكت بريطاني (وحمل سابقاً جنسية المملكة المتحدة لبريطانيا العظمى وأيرلندا).